# Vatjom
Vatjom är en sjö i Vilhelmina kommun i Lappland och ingår i Ångermanälvens huvudavrinningsområde. Sjön har en area på 0,298 kvadratkilometer och ligger 439,1 meter över havet. Sjön avvattnas av vattendraget Krutån.

## Delavrinningsområde
Vatjom ingår i det delavrinningsområde (723513-149677) som SMHI kallar för Utloppet av Vatjom. Medelhöjden är 516 meter över havet och ytan är 8,94 kvadratkilometer. Räknas de 33 avrinningsområdena uppströms in blir den ackumulerade arean 185,44 kvadratkilometer. Krutån som avvattnar avrinningsområdet har biflödesordning 3, vilket innebär att vattnet flödar genom totalt 3 vattendrag innan det når havet efter 402 kilometer. Avrinningsområdet består mestadels av skog (94 procent). Avrinningsområdet har 0,39 kvadratkilometer vattenytor vilket ger det en sjöprocent på 4,3 procent.